# Marek Adamczewski (projektant)
Marek Stanisław Adamczewski (ur. 13 listopada 1949 w Łodzi) – polski projektant wzornictwa przemysłowego, profesor sztuk plastycznych, absolwent i były dziekan Wydziału Architektury i Wzornictwa Akademii Sztuk Pięknych w Gdańsku, pracownik naukowo-dydaktyczny tej uczelni, założyciel pracowni Marad Design.

## Życiorys

### Wykształcenie
Zdał maturę w liceum pedagogicznym. W 1973 ukończył studia na Wydziale Architektury i Wzornictwa Przemysłowego Państwowej Wyższej Szkoły Sztuk Plastycznych w Gdańsku, pisząc dyplom w pracowni prof. Adama Haupta. W 1983 na tym samym wydziale obronił rozprawę doktorską z zakresu sztuk użytkowych, a w 2008 na Wydziale Form Przemysłowych Akademii Sztuk Pięknych w Krakowie uzyskał stopień doktora habilitowanego na podstawie dorobku i rozprawy pt. „Projektowanie produktu – pulpit sterowniczy pojazdu szynowego”. W 2011 uzyskał tytuł profesora sztuk plastycznych. Ukończył również podyplomowe studia Design Management prowadzone w Warszawie przez Szkołę Główną Handlową i Instytut Wzornictwa Przemysłowego.

### Kariera zawodowa

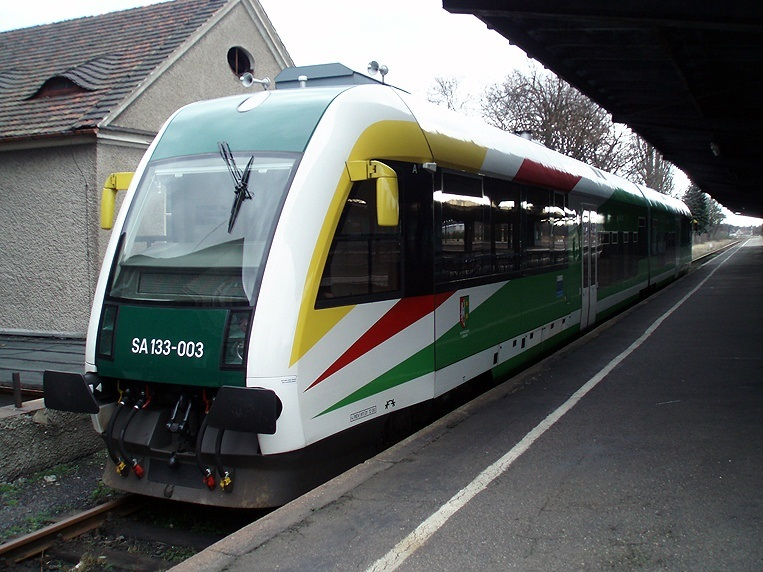
Pesa 218Mc – Dobry Wzór 2006

W trakcie studiów uzyskał stypendium fundowane przez Zakłady Sprzętu Oświetleniowego „Zaos” w Wilkasach niedaleko Giżycka, gdzie po uzyskaniu tytułu magistra sztuki rozpoczął pracę jako samodzielny projektant wzornictwa. W 1974 wygrał konkurs na asystenta na wydziale, który ukończył i od tamtej pory jest pracownikiem naukowo-dydaktycznym gdańskiej ASP. W latach 1996–2002 był prorektorem do spraw studenckich, a od 2002 do 2005 pełnił funkcję dziekana Wydziału Architektury i Wzornictwa. W latach 2008–2012 natomiast był prorektorem do spraw kształcenia i rozwoju. Wraz z Bogumiłą Jóźwicką prowadzi Pracownię Projektowania Produktu. 
W 2019 został członkiem Rady Doskonałości Naukowej I kadencji.
Był promotorem kilkudziesięciu prac dyplomowych. Ponadto jest wykładowcą studiów podyplomowych Total Design Management organizowanych w Warszawie przez IWP i Szkołę Biznesu Politechniki Warszawskiej. Bywa kuratorem i projektantem wystaw oraz członkiem jury konkursów wzorniczych. W latach 2014–2015 był konsultantem merytorycznym i współautorem programu Wzornictwo Biznes Zysk zorganizowanego przez IWP.
Prócz działalności dydaktycznej zajmuje się projektowaniem w zakresie szeroko rozumianego pojęcia design. Opracowuje m.in. obudowy i konstrukcje sprzętu elektronicznego i opakowania oraz tworzy kompleksowe opracowania wzornicze produktu. Zazwyczaj pracuje w interdyscyplinarnych zespołach. W 1993 wraz z Bogumiłą Jóźwicką, Markiem Średniawą i Jarosławem Szymańskim założył nieformalną grupę projektową D7, zaś w 2003 własną pracownię projektową Marad Design. Do produkcji wdrożonych zostało około 300 jego projektów, w tym ponad 20 pojazdów szynowych. Brał udział w realizacji koncepcji m.in. elektrycznych zespołów trakcyjnych Pesa Mazovia, Pesa Acatus, Pesa Bydgostia i Alstom EMU250, wagonów spalinowych typu 214M i 610M oraz spalinowego zespołu trakcyjnego typu 218M.

## Życie prywatne
W 1975 zamieszkał na stałe w Gdańsku. Ma żonę Małgorzatę i córkę Milenę. W wolnych chwilach uprawia z najbliższą rodziną turystykę oraz zajmuje się ogrodem.

## Nagrody i wyróżnienia
- 2006 – nagroda Designer Roku 2006 przyznana przez Instytut Wzornictwa Przemysłowego Adamczewskiemu i zespołowi pod jego kierownictwem za projekt autobusu szynowego typu 218Mc[17], który w tym samym roku został uznany za Dobry Wzór 2006 w kategorii Sfera publiczna[18]
- 2013 – Nagroda Prezydenta Miasta Gdańska w Dziedzinie Kultury z okazji jubileuszu 40-lecia pracy artystycznej, a w szczególności za projektowanie pojazdów szynowych[19]
- 2023 – Nagroda Prezydenta Miasta Gdańska w Dziedzinie Kultury z okazji 50-lecia pracy twórczej[19]